# Ermita de Nuestra Señora de Matamala
La Ermita de Nuestra Señora de Matamala se encuentra en el término municipal de Quinto, provincia de Zaragoza, España. 

## Situación
La ermita se encuentra a casi 4 km del casco urbano en dirección a Sástago, junto al río Ebro. Está situada a los pies de un cerro, donde aún se observan los restos del Castillo de Matamala. Está flanqueada por la carretera y por las vías del ferrocarril. Justo enfrente, cruzando el río, se encuentra la vecina localidad de Gelsa.

## Historia
Se trata de un modesto edificio de tipología popular, que conserva una portada cegada, de un gótico primitivo atribuible al siglo XIII, y que debió de ser la puerta de acceso a la parroquia del pueblo que fue Matamala. Desaparecido este, consta como ermita al menos desde 1489. A principios del siglo XVIII unos vecinos de Quinto la enlucieron con yeso y adquirieron un retablo que se colocó en 1721. Fue reconstruida tras la Guerra Civil Española (1936-1939).

## Celebración
Siguiendo la antiquísima tradición, los vecinos de Quinto acuden en romería el Lunes de Pascua a celebrar la fiesta de la Virgen de Bonastre, y el Martes de Pascua la de la Virgen de Matamala. Tras la celebración de la Eucaristía, los vecinos pasan a venerar la imagen de la virgen, en ambos días. Acto seguido tiene lugar la comida campestre en las inmediaciones de los respectivos santuarios. 

## Cambio de ubicación
La ermita sufrió dos recortes, uno a finales del siglo XIX para la construcción de la vía del ferrocarril, y el otro en el último cuarto del siglo XX para ensanchar la carretera, por lo que quedó reducida a su mínima expresión. Por eso y por el peligro derivado del incremento del tráfico tanto en la carretera como en el ferrocarril, se vio la necesidad de buscar a la ermita un nuevo emplazamiento libre de inconvenientes. Se eligió el paraje conocido como la Loma del Cornero, junto a la Carretera de Castellón, a 6 km en dirección a Azaila. La nueva ermita se erigió en el año 2001.